# Hernstein
Hernstein là một thị trấn trong bang Niederösterreich, Áo thuộc huyện Baden bei Wien.
Thị trấn này có dân số 1406 người (năm 2005), có 7 đơn vị dân cư sau: 
- Grillenberg
- Hernstein 
  - Alkersdorf
  - Aigen
- Kleinfeld
- Neusiedl bei Grillenberg
- Pöllau
- Steinhof
- Veitsau